# دریاچه آتش (ترانه)
«دریاچهٔ آتش» (به انگلیسی: Lake of Fire) نام یکی از ترانه‌های گروه آلترنتیو راک آمریکایی میت پاپتس است.
این ترانه که اول‌بار در آلبوم ۱۹۸۳ آن‌ها با نام میت پاپتس ۲ منتشر شد شامل هم‌آوایی سه‌نفره در قسمت آواز و شعری با ۲بخش اصلی تکرارشونده‌است که در کلید فا ماژور ساخته شده‌است. «دریاچهٔ آتش» برای گنجانده‌شدن در آلبوم سال ۱۹۹۴ گروه با نام Too High To Die ضبط مجدد شد و به‌صورت «آهنگ مخفی» در انتهای آن آلبوم استفاده‌شد. نسخهٔ ضبط مجدد به همراه یک نسخهٔ آکوستیک و یک اجرای زندهٔ ترانه، قطعات تشکیل دهندهٔ آلبوم تک‌آهنگ هستند.
میت پاپتس این ترانه را در بیشتر اجراهای زنده‌شان اجرا کرده‌اند و حتی پس از فروپاشی گروه، کرت کرک‌وود آن را در بیشتر کنسرت‌های شخصی‌اش اجرا کرده‌است. از نسخه‌های قابل توجه این اثر اجرای آن در آنپلاگد نیروانا است که در آلبوم آنپلاگد ام‌تی‌وی در نیویورک (۱۹۹۴) نیروانا موجود است. برادران کرک‌وود با حضور در اجرای آنپلاگد نیروانا «دریاچهٔ آتش» را به همراه ۲ آهنگ دیگر از آثار خودشان با کرت کوبین و گروه‌اش اجرا کردند.